# Фредерік VI (король Данії)
Фредерік VI (дан. Frederik 6.; 28 січня 1768 — 3 грудня 1839) — король Данії (1808—1839) та Норвегії (1808—1814). Походив з династії Ольденбургів.

## Життєпис

### Молоді роки

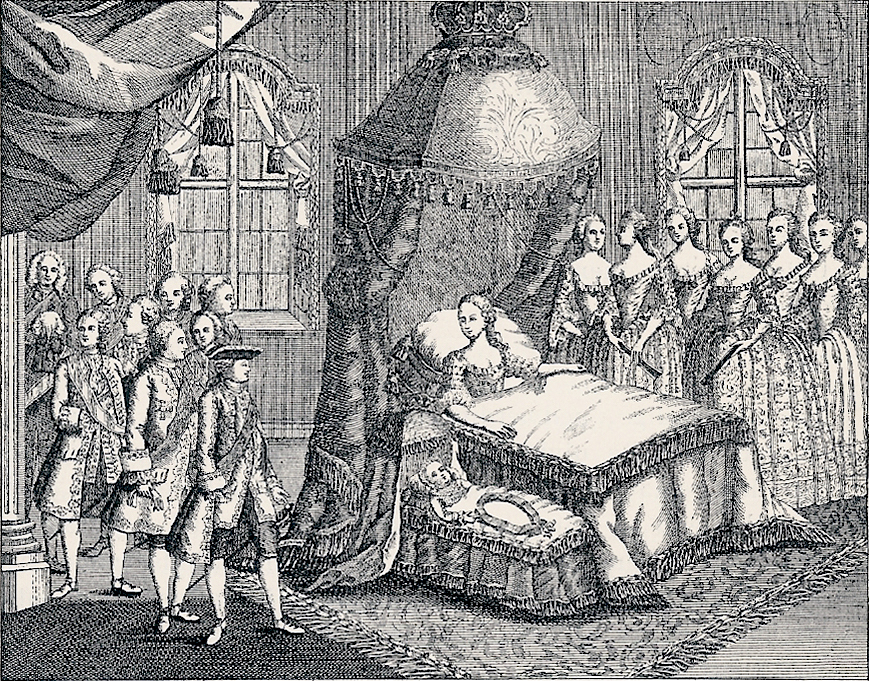
Народження Фредеріка в палаці Крістіансборґ у Копенгагені.

Наслідний принц Фредерік народився 28 січня 1768 року в палаці Крістіансборґ у Копенгагені. Був сином Крістіана VII, короля Данії та Норвегії, і Кароліни Матильди Ганноверської, сестри короля Великої Британії Георга III. Він народився за день до 19-річчя свого батька, і коли його матері було лише 16 років. Вже через два дні, 30 січня, новонародженого принца охрестив зеландський єпископ Людвіг Харбое на ім'я Фредерік. Його хрещеними батьками були його батько Крістіан VII, мачуха його батька, королева Юліана Марія та зведений брат його батька, спадковий принц Фредерік.

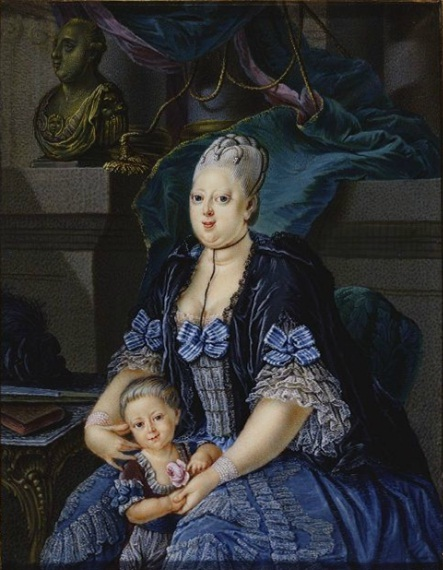
Наслідний принц Фредерік зі своєю матір'ю, королевою Кароліною Матільдою (1773).

З дитинства він відрізнявся слабким здоров'ям. Фаворит королеви Йоганн Струензе зайнявся вихованням кронпринца. Струензе зумів позбавити Фредеріка багатьох хвороб, застосовуючи спеціальну методику фізичного виховання та загартовування. Після страти у 1772 році Струензе Фредерік був позбавлений батьків. Кароліну Матильду вислали до Германії, а Кристіана VII відсторонили від влади та заточили у замку. Він лише номінально залишався королем країни.
Фактичною володаркою держави стала мачуха Кристіана VII Юліана Марія Брауншвейг-Вольфенбютельська. Вихователем Фредеріка вона призначила обер-гофмейстра Ейкстеда. Той зумів зацікавити спадкоємця трону усім данським. Також Фредерік під впливом камер-юнкера Брюдова вивчив французьку та німецькі мови, займався питаннями лісівництва та землеробства.
З часу у Фредеріка наростав конфлікт з Юліаною Брауншвейг-Вольфенбютельською. Врешті-решт, спираючись на армію та вірних аристократів, він у 1784 році витребував собі права регента.

### Регент
З самого початку свого регентства Фредерік VI почав ліберальні реформи у державі. Весь цей час головним міністром та помічником регента залишався Андреас Бернсторф. У 1788 році було скасовано кріпацтво. До 1800 року була нормована панщина. У 1792 році було відмінено рабство у вест-індських колоніях Данії.

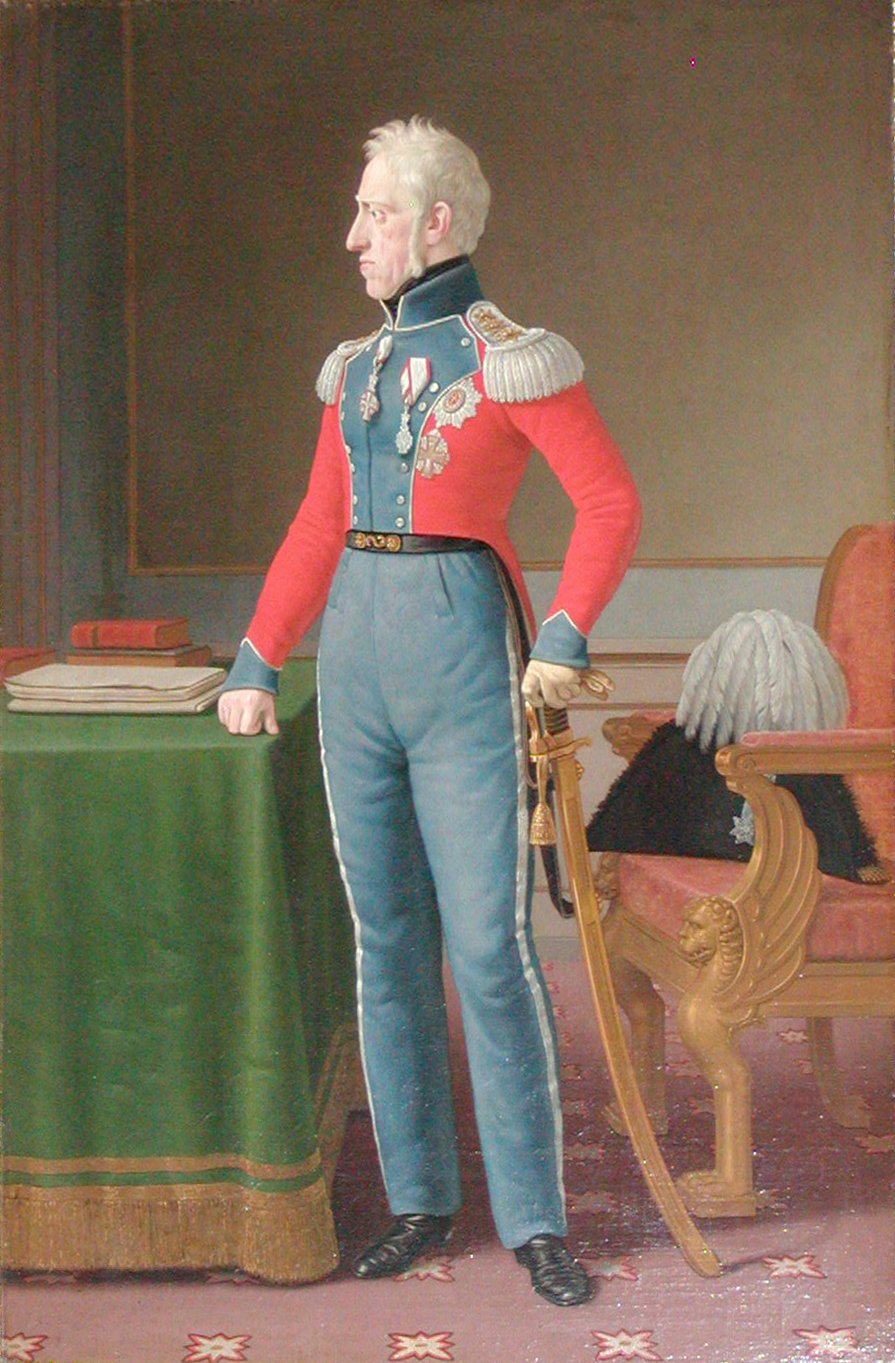
Фредерік

Водночас Фредерік VI взяв курс на встановлення дружніх відносин з наполеонівською Францією. Це призвело до військового конфлікту з Великою Британією, яка не могла дозволити Франції зміцнити свої позиції за рахунок данського флоту та вигідних портів Данії та Норвегії. У 1801 та 1807 роках відбулися військові сутички між англійським та данським флотами. Особливо запеклою була битва у 1801 році при Копенгагені. З великими труднощами англійцям вдалося перемогти та відлучити Фредеріка VI від союзу з Францією. У цій битві відзначився надалі відомий адмірал Гораціо Нельсон.

### Правління
Після смерті батька Фредерік нарешті 13 березня 1808 року став королем Данії та Норвегії. У 1809 році у зв'язку з проблемою із спадкоємцем шведського трону Фредерік проводив перемовини щодо свого обрання новим королем Швеції. Проте вони не мали позитивного результату. В цей же час він знову укладає союзницький договір з Францією. Але ця угода була вкрай невдалою — Франція зазнала поразки.
Після поразки імперії Наполеона Бонапарта у 1814 році згідно з попередніми домовленостями великі країни надали Швеції, на чолі якої вже стояв Жан Бернадот, права на Норвегію. Цього намагався завадити Фредерік VI, але йому забракло військових сил та міжнародної підтримки. Врешті-решт було укладено Кільську угоду, згідно з якою Данія передавала Норвегію Швеції натомість отримувала Шведську Померанію. У 1815 році він виміняв у Пруссії свою частину Померанії на князівство Лауенбург.
У 30-х роках Данію охопила економічна криза, внаслідок чого королю знадобилася підтримка у місцевих землевласників. У 1834 році відбулися перші провінціальні збори данських станів із дорадчими функціями.
Похований у Роскілльському соборі.
На його честь названо місто у північній Данії Фредеріксгавн.

## Нащадки
Фредерік VI та його дружина — Марія Софія Федеріка (1767—1852), донька Карла, князя Гессен-Касельського мали вісім дітей, 6 із них померло в ранньому дитинстві, і як наслідок, двоє із них залишилися бездітними, таким чином, у Фредеріка VI та Марії Софії Федеріки не було онуків.
Їхні діти:
- Кристіан (1791)
- Марія Луїза (1792—1793)
- Кароліна (1793—1881) — була одружена з Фредеріком Датським, дітей не мали;
- Вільгельміна (1808—1891) — дружина Фредеріка VII, короля Данії, згодом — Карла Шлезвіг-Гольштейн-Зондербург-Глюксбурзького, дітей не мала.
- Луїза (21 серпня 1795 — 7 грудня 1795)
- Кристіан (1 вересня 1797 — 5 вересня 1797)
- Юліана Луїза (12 лютого 1802 — 23 лютого 1802)
- Фредеріка Марія (3 червня 1805 — 14 липня 1805)

Від своєї коханки Фредеріке Данеманд у Фредеріка VI було четверо бастардів :
- Луїза Фредеріка, графиня Данемандська (16 квітня 1810 — 28 грудня 1888), у 1836 вийшла заміж
- Кароліна Августа, графиня Данемандська (1812—1844), у 1837 вийшла заміж за Адольфа Фредеріка Шака фон Брокдьорфа (Вайле, 7 лютого 1810 — 18 жовтня 1859)
- Фредерік Вільгельм, граф Данемандський (20 липня 1813 — 12 березня 1888), вперше одружився у 1840 із Францискою фон Шольтен (1820—1844), вдруге одружився у 1845 із Ловісою Грефвінде Шулін (1815—1884) і втретє одружився у 1884 із Вільгеміною Лаурсен. Wilhelmina Laursen (1840—1886)
- Фредерік Вальдемар, граф Данемандський (6 червня 1819 — 4 березня 1835)